# Гробље
Гробље је простор на којем се сахрањују мртви људи након испраћаја који се разликује по вери, култури и убеђења преминулог. Гробља се обично налазе поред храмова.
Енглеска реч cemetery (од грчког κοιμητήριον, „место за спавање“) имплицира да је земљиште посебно означено као гробље и првобитно примењено на римске катакомбе. С друге стране, реч graveyard („двориште гробова“) првенствено се односи на гробље унутар црквеног дворишта.

## Типови

### Урбано
Урбано гробље је гробље које се налази у унутрашњости села, вароши или града. Рана урбана гробља била су црквена гробља, која су се брзо пунила и испољавала насумично постављање ознака за сахрану док су сексони покушавали да збију нове сахране у преостали простор. Како су нова гробља била успостављена у урбаним срединама ради компензације, гробне парцеле су често биле постављене у мрежу како би се заменио хаотичан изглед црквеног дворишта. Урбана гробља су се временом развила у уређенији облик као део развоја веровања и институција које су настојале да прикажу град као цивилизован и хармоничан.
Урбана гробља су била више санитарна (место за безбедно одлагање лешева који се распадају) него што су била естетски пријатна. Лешеви су се обично сахрањивали умотани у тканину, пошто су ковчези, гробни сводови и надземне крипте инхибирали процес распадања. Без обзира на то, урбана гробља која су била интензивно коришћена често су била веома нездрава. Пријемни трезори и крипте често је требало да се проветре пре уласка, пошто су лешеви у распадању трошили толико кисеоника да чак ни свеће нису могле да остану упаљене. Чисти смрад од лешева који се распадају, чак и када су дубоко закопани, био је поразан у областима поред урбаног гробља. Разлагањем људског тела ослобађају се значајне патогене бактерије, гљиве, протозое и вируси који могу изазвати болести и болести, а многа урбана гробља су била лоцирана на местима у чијем избору се није водило рачуна о локалним подземним водама. Савремене сахране на урбаним гробљима такође ослобађају токсичне хемикалије повезане са балзамирањем, као што су арсен, формалдехид и жива. Ковчези и опрема за сахрану такође могу да испуштају значајне количине токсичних хемикалија као што су арсен (који се користи за очување дрвета за ковчеге) и формалдехид (који се користи у лаковима и као заптивач) и токсичних метала као што су бакар, олово и цинк (из ручки ковчега и прирубница).
Урбана гробља су се у великој мери ослањала на чињеницу да ће се меки делови тела разградити за око 25 година (иако у влажном земљишту разлагање може да потраје и до 70 година). Ако је био потребан простор за нове сахране, старије кости би се могле ископати и сахранити на другом месту (као што је костурница) како би се направио простор за нове сахране. Није било неуобичајено у неким местима, као што је Енглеска, да се свежији лешеви секу да би се помогло распадању, а да се кости спаљују да би се створило ђубриво. Поновна употреба гробова омогућила је сталан прилив прихода, што је омогућило да гробље остане добро одржавано и у добром стању. Нису се сва урбана гробља бавила поновним коришћењем гробова, а културни табуи су то често спречавали. Многа градска гробља су пропала и зарасла, јер су им недостајале задужбине за финансирање трајне бриге. Многа урбана гробља данас су дом дивљих животиња, птица и биљака које се не могу наћи нигде другде у урбаном подручју, а многа урбана гробља у касном 20. веку су рекламирала своју улогу еколошког уточишта.

### Сеоско или баштенско
Сеоско гробље или баштенско гробље је стил гробља који користи пејзажно уређење у окружењу налик парку. Осмислио га је 1711. године британски архитекта сер Кристофер Рен, који се залагао за стварање уређених гробница које су имале добро планиране стазе које су омогућавале широк приступ гробовима и планиране садње дрвећа, жбуња и цвећа. Ренова идеја није одмах прихваћена. Али до раних 1800-их, постојећа црквена дворишта су постајала претрпана и нездрава, са гробовима наслаганим један на други или испражњеним и поново коришћеним за нове сахране. Као реакција на ово, прво „баштенско“ гробље – Пер Лашез у Паризу – отворено је 1804. године. Пошто су се ова гробља обично налазила на периферији града (где је земље било у изобиљу и јефтино), звала су се „сеоска гробља“, што је термин који се и данас користи. Концепт се брзо проширио широм Европе.
Баштенска/сеоска гробља нису нужно била ван граница града. Када би се нашло земљиште у граду, гробље је било ограђено зидом да би му се дао квалитет баште. Ова гробља често нису била секташка, нити су била смештена заједно са богомољама. Инспирисана енглеским покретом пејзажних вртова, често су изгледала као атрактивни паркови. Прво баштенско/рурално гробље у Сједињеним Државама било је гробље Маунт Оберн близу Бостона, Масачусетс, које је основало Хортикултурно друштво Масачусетса 1831. године. Након успостављања Маунт Оберна, десетине других „руралних“ гробаља су основана у Сједињеним Државама – можда делом због обраћања посвећене судије Врховног суда Џозефа Сторија – и постојале су десетине адреса за посвећење, укључујући чувену адресу у Гетисбургу председника Абрахама Линколна.
Трошкови изградње баштенског/сеоског гробља често су значили да само богати могли приуштити сахрану на тим локацијама. Осим тога, вртна/сеоска гробља често садрже надземне споменике и монументе, маузолеје и колумбарије. Прекомерно попуњавање руралних/баштенских гробља сложеним надземним споменицима, од којих су многи сумњивог уметничког квалитета или укуса, изазвало је реакцију која је довела до развоја гробља на травњаку.

### Травњачко гробље
У прегледу британске праксе сахране и посмрћивања, Џули Руг је написала да постоје „четири блиско повезана фактора који објашњавају 'проналазак' и широко усвајање гробља на травњаку: пропадање викторијанског гробља; самосвесно одбацивање викторијанске естетике у корист савремених алтернатива, потешкоће са ресурсима које су, посебно после Другог светског рата, све више ограничавале оно што се могло постићи у погледу одржавања гробља и све већи професионализам у области управљања гробљима.“
Гробља на травњацима обично се састоје од неколико гробова у окружењу травњака са дрвећем и баштама по ободу. Адолф Штраух је увео овај стил 1855. године у Синсинатију.